# Scouts de Kansas City
Les Scouts de Kansas City sont une franchise de hockey sur glace d'Amérique du Nord. Ils évoluent pendant deux saisons dans la Ligue nationale de hockey, entre 1974 à 1976 dans la ville de Kansas City dans le Missouri. À la suite de ces deux saisons, la franchise est déménagée dans le Colorado, à Denver, et devient les Rockies du Colorado, qui eux-mêmes deviendront par la suite les Devils du New Jersey.

## Historique

### La création d'une nouvelle franchise

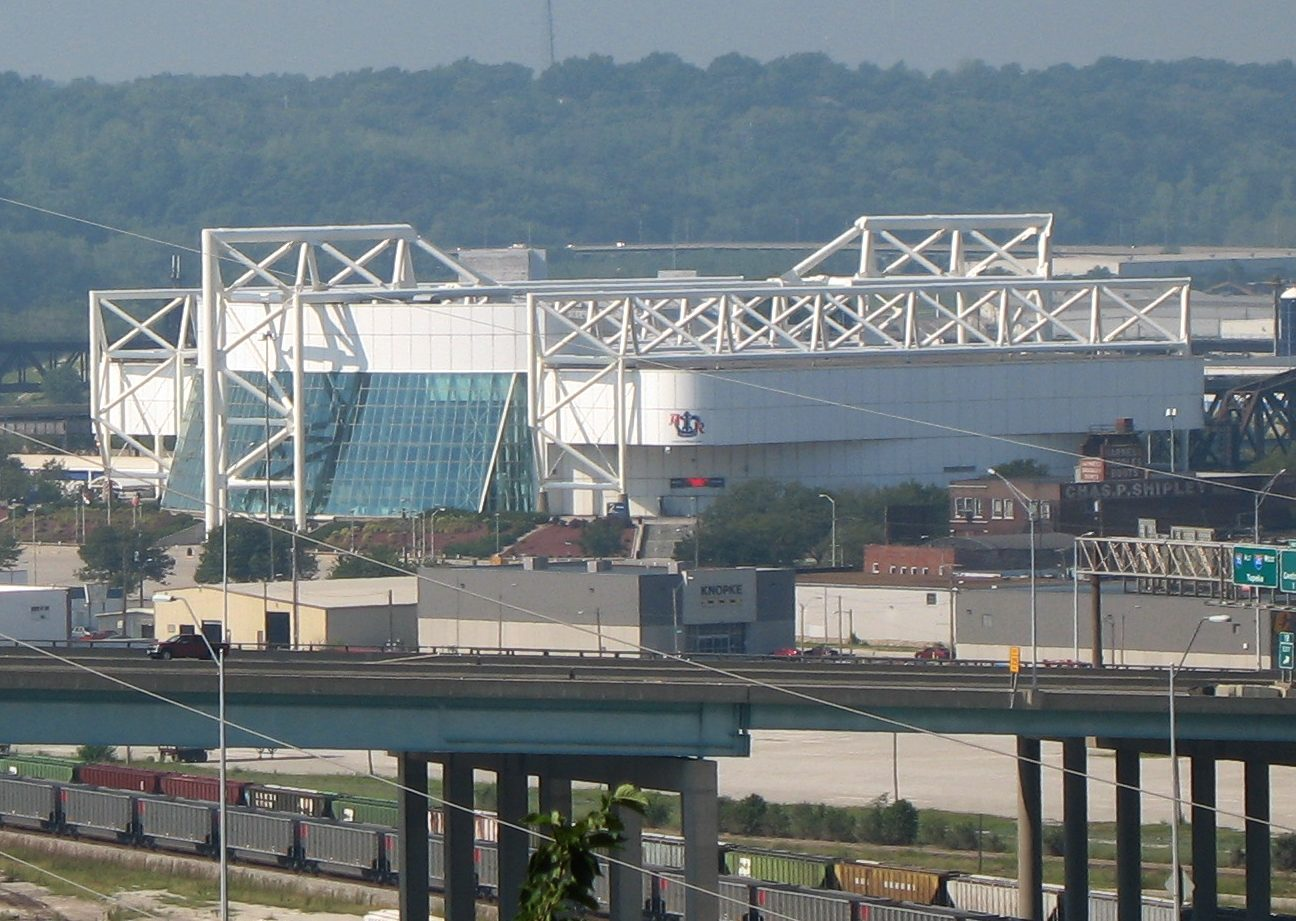
La salle des Scouts, le Kemper Arena.

Le 8 juin 1972, la ville de Kansas City reçoit le droit d'avoir une équipe de la LNH et la ville lance alors le chantier de la construction de la future salle de hockey : le Kemper Arena,. La nouvelle équipe doit alors se doter d'une identité propre et il est proposé le nom de « Mohawks » afin d'essayer de réunir dans la nouvelle appellation des références aux deux États de la ville. Ainsi, Mohawks reprend l'abréviation postale du Missouri, MO, et le surnom des habitants du Kansas, Jayhawkers.

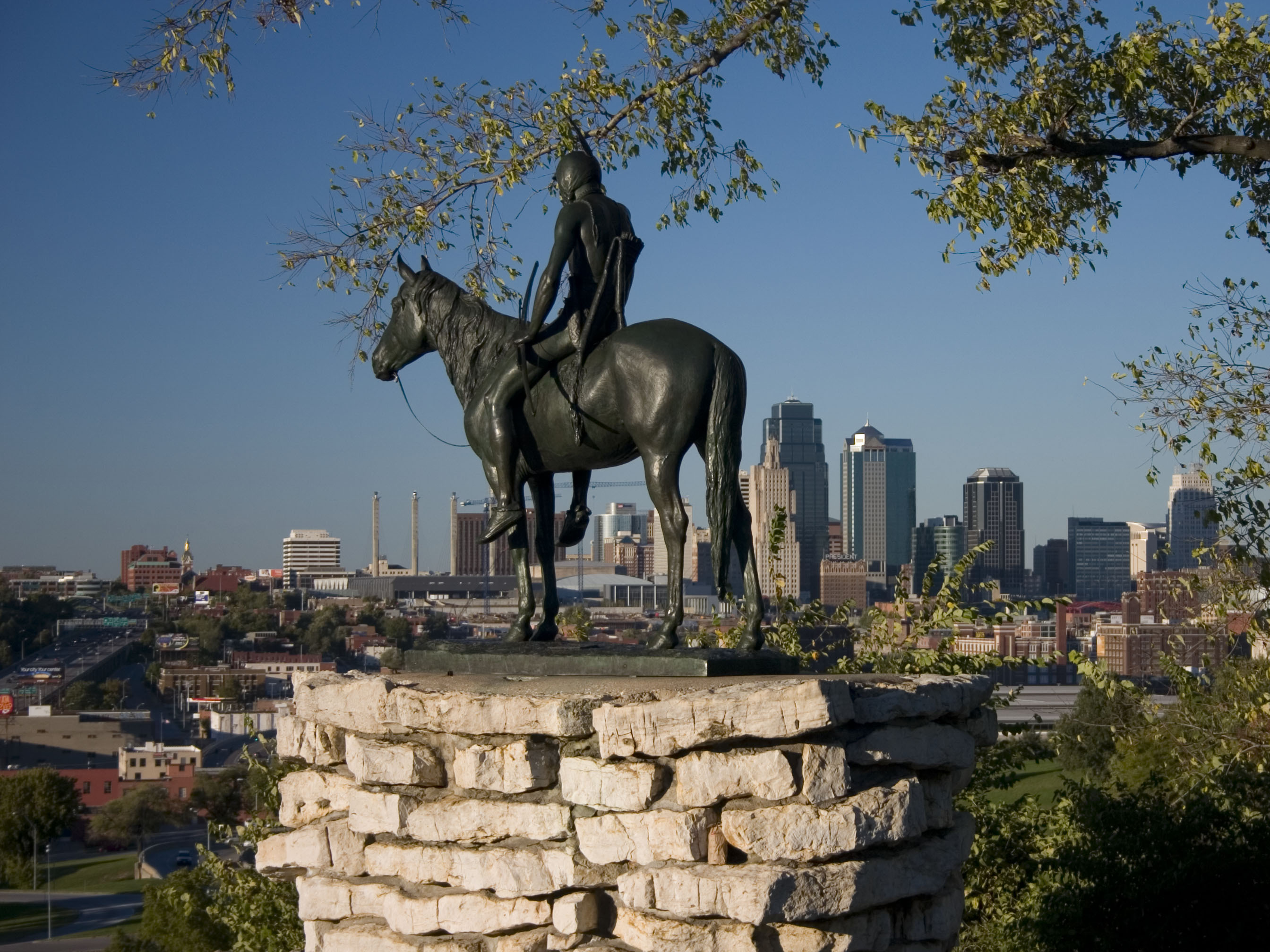
Le « scout » l'éclaireur sioux surplombant le centre-ville de Kansas City.

Cette idée ne plait pas aux Black Hawks de Chicago, qui veulent conserver l'exclusivité du surnom « Hawks ». Finalement, le nom adopté par la franchise est celui de « Scouts », en référence aux amérindiens, mais cette fois-ci aux éclaireurs en général et à une statue de la ville en particulier. Cette statue est située sur les hauteurs de la ville et est tournée vers la ville jumelle et homonyme de l'état du Kansas, Kansas City. La statue est également utilisée pour réaliser le logo de cette nouvelle équipe. Sid Abel est désigné directeur général de l'équipe, poste qu'il occupe pendant les deux saisons de l'existence de la franchise. Bep Guidolin, ancien entraîneur des Bruins de Boston et finaliste de la Coupe Stanley la saison précédente, est nommé nouvel entraîneur de l'équipe. Ed Thompson est le président de la franchise.

### 1974-1975, première saison décevante
En 1974, la LNH finit sa première grande phase d'expansion après avoir triplé son nombre de franchises passant des « six équipes originales » à dix-huit clubs. Ainsi les Capitals de Washington et les Scouts de Kansas City s'ajoutent aux seize équipes existantes pour jouer les quatre-vingt matchs du calendrier de la saison 1974-1975.
Le premier match de l'histoire de la franchise est joué contre les Maple Leafs de Toronto le 9 octobre 1974 et l'équipe perd cette première rencontre six buts à deux. Le premier but de l'histoire de la franchise est inscrit par Simon Nolet, capitaine de l'équipe alors que Michel Plasse est le gardien de but de l'équipe.
Un spectacle de rodéo ayant lieu dans la salle des Scouts, ces derniers ne peuvent y faire leur début que pour leur neuvième date du calendrier alors que l'équipe a récolté une partie nulle et que des défaites. Cette première rencontre à domicile est jouée contre les Black Hawks de Chicago. Ivan Boldirev permet à Chicago d'ouvrir la marque après trois minutes de jeu et d'inscrire le premier but dans un filet de la nouvelle salle. Wilf Paiement, choisi lors de la première ronde, deuxième position du repêchage amateur de 1974, joue sa première saison dans la LNH et inscrit ce soir là le premier but de l'histoire de la franchise dans sa patinoire. Une foule de 14 758 personnes assistent à ce premier match, une défaite 4-3 des joueurs locaux,.
Les joueurs du Missouri doivent attendre encore une journée pour conclure leur premier succès. Ils jouent alors sur la glace de l'autre équipe d'expansion. La rencontre commence mal puisque les Capitals mènent deux à zéro puis deux à quatre avant de se faire remonter cinq buts à quatre, Butch Deadmarsh inscrivant le but de la première victoire de l'équipe dans la LNH. Au cours de la saison, l'équipe change de gardien de but en envoyant Plasse jouer aux Penguins de Pittsburgh en retour de Jean-Guy Lagace et d'un gardien remplaçant des Penguins, Denis Herron,. Au cours de ce mois de janvier, Bep Guidolin est désigné entraîneur de la conférence Prince de Galles pour le vingt-huitième Match des étoiles pour honorer son parcours des séries de 1974. Nolet représente les Scouts en étant sélectionné pour jouer avec la conférence Campbell.
À la fin de la saison, l'équipe totalise quinze succès pour onze matchs nuls et cinquante-quatre défaites. Seuls les Capitals font pire avec huit victoires, cinq nuls et le reste de défaites. Nolet est le meilleur pointeur de la saison avec cinquante-huit points, loin derrière les chiffres de Bobby Orr des Bruins, meilleur pointeur de la LNH, avec 135 réalisations.

### 1975-1976, deuxième et dernière saison
La seconde saison voit l'arrivée d'un nouvel entraîneur et le changement semble porter ses fruits puisque l'équipe commence la saison par un match nul et une victoire. L'équipe croit même à la qualification aux séries éliminatoires de la Coupe Stanley pendant un temps. Mais fin décembre, début janvier une série de seize matchs sans victoires et même de quatorze défaites consécutives fait s'envoler les rêves d'une meilleure saison. Ainsi, le 7 janvier, l'entraîneur de l'équipe annonce qu'il faut rapidement faire des changements dans l'effectif sinon l'équipe court à la catastrophe. Dès le lendemain, le meilleur joueur et capitaine de l'équipe, Simon Nolet est échangé aux Penguins de en compagnie d'Ed Gilbert et de Steve Durbano et de Chuck Arnason,. Steve Durbano, bagarreur de la LNH finit la saison comme le joueur le plus pénalisé de la ligue. Durbano arrive au sein de l'équipe pour satisfaire la volonté de l'entraîneur d'avoir des joueurs physiques : lors d'un match au début du mois, Guy Charron et Craig Patrick sont blessés à la suite d'un match contre les Flyers de Philadelphie et aucun Scout ne peut alors défendre les vedettes de l'équipe. Quelques jours plus tard, Charron devient le nouveau capitaine de l'équipe des Scouts mais celle-ci ne parvient pas à redresser la barre.
Par la suite, Guidolin essaie de redresser la barre mais il se heurte aux joueurs et finalement à la suite d'un couvre-feu non respecté par plusieurs joueurs dont Larry Johnston, il donne un ultimatum à Sid Abel : soit Johnston est affecté aux Indians de Springfield dans la Ligue américaine de hockey – franchise affiliée aux Scouts – soit il donne sa démission. Une réunion a lieu entre les joueurs et Abel le 21 janvier mais Guidolin décide de ne pas participer. Abel décide de conserver Johnston dans l'effectif dans la LNH et doit alors trouver un nouvel entraîneur. En attendant, le directeur-général de la franchise prend le poste intérimaire et lors du deuxième, il offre sa chance à Bill Oleschuk pour son premier match dans la LNH. Malgré quarante-huit arrêts sur cinquante-deux tirs, l'équipe s'incline 4-1 contre les Golden Seals de la Californie. Au bout de trois matchs, et autant de défaites, Eddie Bush prend le poste d'entraîneur de l'équipe mais le bilan ne s'arrange pas pour autant : les Scouts possèdent une fiche d'une victoire, huit matchs nuls et trente-cinq défaites entre le 28 décembre et la fin de la saison. La seule victoire de cette période se joue en février contre la seule équipe pire que les Scouts, les Capitals de Washington.
L'équipe continue ses mauvais résultats au cours des matchs et l'affluence dans la patinoire s'en fait sentir. Les finances suivent la même pente et en mars 1976, la franchise se fait prêter 300 000 dollars par la LNH afin de finir la saison. Le 27 mars, les premières rumeurs de délocalisation de l'équipe circulent et la ville de Denver est citée. Une semaine plus tôt le record d'affluence de la salle est atteint avec 16 219 personnes assistant au match nul deux buts partout contre les Seals. Ce pique de spectateurs s'explique par un billet d'entrée à deux dollars. Le 22 mars, les Scouts jouent leur plus mauvais match de la saison : alors qu'ils mènent 5-2 au début du dernier tiers temps, ils se font remonter par les Capitals qui obtiennent le match nul. Le dernier match de la saison à domicile est joué le 30 mars et encore une fois l'équipe ne parvient pas à conserver un avantage de 6-5 avant le dernier tiers-temps et perdent la rencontre 8-6. L'équipe termine finalement la saison à l'avant-dernière place de la LNH avec quasiment les pires statistiques dans tous les domaines. Guy Charron finit meilleur pointeur de l'équipe avec soixante-et-onze points, soit une cinquantaine de moins que Guy Lafleur des Canadiens de Montréal.

### La fin de l'équipe et le départ de la franchise
Malgré deux saisons catastrophiques, les équipes des Scouts et des Capitals sont envoyées après la fin de la saison au Japon afin de jouer quatre matchs amicaux dans les villes de Tōkyō et de Sapporo. Les deux équipes sont choisies car dès février, il est clair qu'aucune des deux n'a la moindre chance d'assister aux séries de la Coupe Stanley. Les deux premiers matchs sont joués à Sapporo et se soldent par deux victoires des Capitals, 5-2 et 6-2. Les deux dernières rencontre sont jouées dans la capitale japonaise et les joueurs de Washington remporte leur troisième succès toujours sur la marque de 6-2. Le dernier match au Japon, qui s'avérera être également la dernière apparition de l'équipe des Scouts, tourne enfin à l'avantage de ces derniers, 4-2.
Finalement, la franchise est revendue à un groupe menée par Jack Vickers qui décide de délocaliser l'équipe. En effet, au cours de la dernière saison, l'équipe ne réussit à vendre que 2 000 abonnements sur 8 000 possibles. La ville de Denver dans le Colorado est donc préférée à celle de Kansas City dans le Missouri. L'équipe prend alors le nom de Rockies du Colorado en référence aux montagnes Rocheuses qui traversent l'état du Colorado – en anglais Rocky Mountains mais la nouvelle équipe change beaucoup trop d'entraîneur pour pouvoir construire dans la durée et finalement au bout de six saisons, elle déménage une nouvelle fois pour devenir les Devils du New Jersey.

## Statistiques collectives

### Match après match
Ce tableau reprend les résultats de l'équipe au cours des deux saisons jouées, les buts marqués par les Scouts étant inscrits en premier. La colonne « fiche » indique dans l'ordre les nombres de victoires, défaites et matchs nuls.
| Saison 1974-1975 | Saison 1974-1975 | Saison 1974-1975                | Saison 1974-1975 | Saison 1974-1975 | Saison 1974-1975 |
| Date             |                  | Adversaire                      | Score            | Fiche            | Pts              |
| ---------------- | ---------------- | ------------------------------- | ---------------- | ---------------- | ---------------- |
| 09-oct.-74       |                  | @ Maple Leafs de Toronto        | 2-6              | 0-1-0            | 0                |
| 12-oct.-74       |                  | @ Islanders de New York         | 2-6              | 0-2-0            | 0                |
| 13-oct.-74       |                  | @ Flyers de Philadelphie        | 2-3              | 0-3-0            | 0                |
| 18-oct.-74       |                  | @ Flames d'Atlanta              | 2-4              | 0-4-0            | 0                |
| 19-oct.-74       |                  | @ Kings de Los Angeles          | 0-3              | 0-5-0            | 0                |
| 23-oct.-74       |                  | @ Golden Seals de la Californie | 4-4              | 0-5-1            | 1                |
| 25-oct.-74       |                  | @ Canucks de Vancouver          | 3-5              | 0-6-1            | 1                |
| 27-oct.-74       |                  | @ Bruins de Boston              | 2-8              | 0-7-1            | 1                |
| 02-nov.-74       |                  | Black Hawks de Chicago          | 3-4              | 0-8-1            | 1                |
| 03-nov.-74       |                  | @ Capitals de Washington        | 5-4              | 1-8-1            | 3                |
| 05-nov.-74       |                  | Penguins de Pittsburgh          | 3-5              | 1-9-1            | 3                |
| 07-nov.-74       |                  | Canucks de Vancouver            | 4-6              | 1-10-1           | 3                |
| 09-nov.-74       |                  | Sabres de Buffalo               | 1-6              | 1-11-1           | 3                |
| 13-nov.-74       |                  | Blues de Saint-Louis            | 5-3              | 2-11-1           | 5                |
| 15-nov.-74       |                  | Islanders de New York           | 4-2              | 3-11-1           | 7                |
| 16-nov.-74       |                  | @ North Stars du Minnesota      | 1-3              | 3-12-1           | 7                |
| 20-nov.-74       |                  | Flames d'Atlanta                | 0-1              | 3-13-1           | 7                |
| 22-nov.-74       |                  | Canadiens de Montréal           | 6-7              | 3-14-1           | 7                |
| 23-nov.-74       |                  | @ Black Hawks de Chicago        | 0-6              | 3-15-1           | 7                |
| 26-nov.-74       |                  | Canucks de Vancouver            | 4-3              | 4-15-1           | 9                |
| 27-nov.-74       |                  | @ Flames d'Atlanta              | 2-4              | 4-16-1           | 9                |
| 30-nov.-74       |                  | Red Wings de Détroit            | 0-1              | 4-17-1           | 9                |
| 01-déc.-74       |                  | @ Flyers de Philadelphie        | 0-10             | 4-18-1           | 9                |
| 04-déc.-74       |                  | @ Black Hawks de Chicago        | 3-7              | 4-19-1           | 9                |
| 06-déc.-74       |                  | Flyers de Philadelphie          | 3-3              | 4-19-2           | 10               |
| 07-déc.-74       |                  | @ Islanders de New York         | 1-4              | 4-20-2           | 10               |
| 10-déc.-74       |                  | Bruins de Boston                | 2-6              | 4-21-2           | 10               |
| 12-déc.-74       |                  | Golden Seals de la Californie   | 5-3              | 5-21-2           | 12               |
| 14-déc.-74       |                  | Canucks de Vancouver            | 2-2              | 5-21-3           | 13               |
| 18-déc.-74       |                  | Kings de Los Angeles            | 0-6              | 5-22-3           | 13               |
| 19-déc.-74       |                  | @ Penguins de Pittsburgh        | 4-4              | 5-22-4           | 14               |
| 21-déc.-74       |                  | @ Blues de Saint-Louis          | 4-6              | 5-23-4           | 14               |
| 22-déc.-74       |                  | Islanders de New York           | 2-5              | 5-24-4           | 14               |
| 28-déc.-74       |                  | @ Canadiens de Montréal         | 2-7              | 5-25-4           | 14               |
| 29-déc.-74       |                  | @ Rangers de New York           | 1-2              | 5-26-4           | 14               |
| 02-janv.-75      |                  | Blues de Saint-Louis            | 1-2              | 5-27-4           | 14               |
| 04-janv.-75      |                  | Red Wings de Détroit            | 2-1              | 6-27-4           | 16               |
| 06-janv.-75      |                  | North Stars du Minnesota        | 5-2              | 7-27-4           | 18               |
| 08-janv.-75      |                  | Rangers de New York             | 1-6              | 7-28-4           | 18               |
| 11-janv.-75      |                  | Capitals de Washington          | 5-3              | 8-28-4           | 20               |
| 14-janv.-75      |                  | Flyers de Philadelphie          | 4-6              | 8-29-4           | 20               |
| 16-janv.-75      |                  | @ Red Wings de Détroit          | 4-7              | 8-30-4           | 20               |
| 18-janv.-75      |                  | Black Hawks de Chicago          | 4-1              | 9-30-4           | 22               |
| 19-janv.-75      |                  | @ Sabres de Buffalo             | 0-5              | 9-31-4           | 22               |
| 23-janv.-75      |                  | @ Bruins de Boston              | 3-2              | 10-31-4          | 24               |
| 25-janv.-75      |                  | @ North Stars du Minnesota      | 1-4              | 10-32-4          | 24               |
| 27-janv.-75      |                  | Bruins de Boston                | 3-3              | 10-32-5          | 25               |
| 29-janv.-75      |                  | Flames d'Atlanta                | 4-4              | 10-32-6          | 26               |
| 01-févr.-75      |                  | North Stars du Minnesota        | 2-3              | 10-33-6          | 26               |
| 02-févr.-75      |                  | @ Sabres de Buffalo             | 1-8              | 10-34-6          | 26               |
| 04-févr.-75      |                  | Black Hawks de Chicago          | 3-3              | 10-34-7          | 27               |
| 06-févr.-75      |                  | Maple Leafs de Toronto          | 3-2              | 11-34-7          | 29               |
| 07-févr.-75      |                  | @ Blues de Saint-Louis          | 0-5              | 11-35-7          | 29               |
| 09-févr.-75      |                  | @ Golden Seals de la Californie | 2-1              | 12-35-7          | 31               |
| 11-févr.-75      |                  | @ Canucks de Vancouver          | 0-4              | 12-36-7          | 31               |
| 13-févr.-75      |                  | Capitals de Washington          | 5-1              | 13-36-7          | 33               |
| 15-févr.-75      |                  | Golden Seals de la Californie   | 0-3              | 13-37-7          | 33               |
| 16-févr.-75      |                  | @ Capitals de Washington        | 0-3              | 13-38-7          | 33               |
| 18-févr.-75      |                  | Rangers de New York             | 2-2              | 13-38-8          | 34               |
| 20-févr.-75      |                  | Canadiens de Montréal           | 3-6              | 13-39-8          | 34               |
| 23-févr.-75      |                  | North Stars du Minnesota        | 4-2              | 14-39-8          | 36               |
| 26-févr.-75      |                  | @ Maple Leafs de Toronto        | 2-4              | 14-40-8          | 36               |
| 01-mars-75       |                  | @ Flyers de Philadelphie        | 0-3              | 14-41-8          | 36               |
| 02-mars-75       |                  | @ Flames d'Atlanta              | 0-4              | 14-42-8          | 36               |
| 04-mars-75       |                  | @ Kings de Los Angeles          | 4-7              | 14-43-8          | 36               |
| 05-mars-75       |                  | Penguins de Pittsburgh          | 4-4              | 14-43-9          | 37               |
| 07-mars-75       |                  | Rangers de New York             | 2-5              | 14-44-9          | 37               |
| 08-mars-75       |                  | @ Red Wings de Détroit          | 1-5              | 14-45-9          | 37               |
| 11-mars-75       |                  | @ Canucks de Vancouver          | 3-3              | 14-45-10         | 38               |
| 14-mars-75       |                  | @ Blues de Saint-Louis          | 1-6              | 14-46-10         | 38               |
| 16-mars-75       |                  | @ Penguins de Pittsburgh        | 3-6              | 14-47-10         | 38               |
| 19-mars-75       |                  | Islanders de New York           | 1-3              | 14-48-10         | 38               |
| 22-mars-75       |                  | Sabres de Buffalo               | 2-4              | 14-49-10         | 38               |
| 25-mars-75       |                  | @ North Stars du Minnesota      | 1-2              | 14-50-10         | 38               |
| 26-mars-75       |                  | Maple Leafs de Toronto          | 2-2              | 14-50-11         | 39               |
| 29-mars-75       |                  | @ Canadiens de Montréal         | 1-4              | 14-51-11         | 39               |
| 30-mars-75       |                  | @ Rangers de New York           | 2-8              | 14-52-11         | 39               |
| 01-avr.-75       |                  | Kings de Los Angeles            | 3-1              | 15-52-11         | 41               |
| 03-avr.-75       |                  | @ Black Hawks de Chicago        | 4-6              | 15-53-11         | 41               |
| 06-avr.-75       |                  | Blues de Saint-Louis            | 2-3              | 15-54-11         | 41               |

| Saison 1975-1976 | Saison 1975-1976 | Saison 1975-1976                | Saison 1975-1976 | Saison 1975-1976 | Saison 1975-1976 |
| Date             |                  | Adversaire                      | Score            | Fiche            | Pts              |
| ---------------- | ---------------- | ------------------------------- | ---------------- | ---------------- | ---------------- |
| 08-oct.-75       |                  | Islanders de New York           | 1-1              | 0-0-1            | 1                |
| 11-oct.-75       |                  | Canucks de Vancouver            | 4-2              | 1-0-1            | 3                |
| 14-oct.-75       |                  | @ Blues de Saint-Louis          | 1-5              | 1-1-1            | 3                |
| 18-oct.-75       |                  | Flames d'Atlanta                | 3-5              | 1-2-1            | 3                |
| 22-oct.-75       |                  | @ Capitals de Washington        | 4-2              | 2-2-1            | 5                |
| 23-oct.-75       |                  | @ Bruins de Boston              | 3-2              | 3-2-1            | 7                |
| 25-oct.-75       |                  | Black Hawks de Chicago          | 0-4              | 3-3-1            | 7                |
| 29-oct.-75       |                  | @ North Stars du Minnesota      | 0-2              | 3-4-1            | 7                |
| 30-oct.-75       |                  | Capitals de Washington          | 2-6              | 3-5-1            | 7                |
| 01-nov.-75       |                  | @ Maple Leafs de Toronto        | 0-3              | 3-6-1            | 7                |
| 02-nov.-75       |                  | @ Flyers de Philadelphie        | 0-10             | 3-7-1            | 7                |
| 05-nov.-75       |                  | Golden Seals de la Californie   | 3-2              | 4-7-1            | 9                |
| 07-nov.-75       |                  | Maple Leafs de Toronto          | 3-3              | 4-7-2            | 10               |
| 12-nov.-75       |                  | @ Flames d'Atlanta              | 1-2              | 4-8-2            | 10               |
| 13-nov.-75       |                  | @ Red Wings de Détroit          | 3-6              | 4-9-2            | 10               |
| 16-nov.-75       |                  | @ Bruins de Boston              | 2-4              | 4-10-2           | 10               |
| 19-nov.-75       |                  | @ Rangers de New York           | 6-4              | 5-10-2           | 12               |
| 22-nov.-75       |                  | @ Islanders de New York         | 2-5              | 5-11-2           | 12               |
| 23-nov.-75       |                  | @ Sabres de Buffalo             | 2-6              | 5-12-2           | 12               |
| 26-nov.-75       |                  | @ Blues de Saint-Louis          | 3-3              | 5-12-3           | 13               |
| 27-nov.-75       |                  | Blues de Saint-Louis            | 3-2              | 6-12-3           | 15               |
| 29-nov.-75       |                  | Red Wings de Détroit            | 3-5              | 6-13-3           | 15               |
| 30-nov.-75       |                  | @ Black Hawks de Chicago        | 1-1              | 6-13-4           | 16               |
| 03-déc.-75       |                  | Canadiens de Montréal           | 6-5              | 7-13-4           | 18               |
| 05-déc.-75       |                  | Rangers de New York             | 2-3              | 7-14-4           | 18               |
| 06-déc.-75       |                  | @ North Stars du Minnesota      | 0-4              | 7-15-4           | 18               |
| 09-déc.-75       |                  | Penguins de Pittsburgh          | 3-2              | 8-15-4           | 20               |
| 11-déc.-75       |                  | North Stars du Minnesota        | 3-5              | 8-16-4           | 20               |
| 13-déc.-75       |                  | @ Canadiens de Montréal         | 1-4              | 8-17-4           | 20               |
| 16-déc.-75       |                  | @ Flames d'Atlanta              | 1-3              | 8-18-4           | 20               |
| 17-déc.-75       |                  | Canucks de Vancouver            | 6-5              | 9-18-4           | 22               |
| 19-déc.-75       |                  | Red Wings de Détroit            | 4-1              | 10-18-4          | 24               |
| 20-déc.-75       |                  | @ Maple Leafs de Toronto        | 1-5              | 10-19-4          | 24               |
| 23-déc.-75       |                  | Sabres de Buffalo               | 1-5              | 10-20-4          | 24               |
| 27-déc.-75       |                  | @ Kings de Los Angeles          | 4-9              | 10-21-4          | 24               |
| 28-déc.-75       |                  | @ Golden Seals de la Californie | 3-1              | 11-21-4          | 26               |
| 30-déc.-75       |                  | @ Canucks de Vancouver          | 2-5              | 11-22-4          | 26               |
| 01-janv.-76      |                  | Flyers de Philadelphie          | 2-4              | 11-23-4          | 26               |
| 03-janv.-76      |                  | Flames d'Atlanta                | 4-6              | 11-24-4          | 26               |
| 06-janv.-76      |                  | @ Islanders de New York         | 1-8              | 11-25-4          | 26               |
| 07-janv.-76      |                  | Kings de Los Angeles            | 2-5              | 11-26-4          | 26               |
| 10-janv.-76      |                  | Rangers de New York             | 4-8              | 11-27-4          | 26               |
| 14-janv.-76      |                  | @ Red Wings de Détroit          | 3-8              | 11-28-4          | 26               |
| 15-janv.-76      |                  | Maple Leafs de Toronto          | 4-6              | 11-29-4          | 26               |
| 17-janv.-76      |                  | Flyers de Philadelphie          | 1-7              | 11-30-4          | 26               |
| 21-janv.-76      |                  | Blues de Saint-Louis            | 2-4              | 11-31-4          | 26               |
| 23-janv.-76      |                  | @ Golden Seals de la Californie | 1-4              | 11-32-4          | 26               |
| 25-janv.-76      |                  | @ Black Hawks de Chicago        | 1-3              | 11-33-4          | 26               |
| 28-janv.-76      |                  | @ North Stars du Minnesota      | 3-9              | 11-34-4          | 26               |
| 29-janv.-76      |                  | @ Penguins de Pittsburgh        | 2-6              | 11-35-4          | 26               |
| 31-janv.-76      |                  | Penguins de Pittsburgh          | 4-4              | 11-35-5          | 27               |
| 04-févr.-76      |                  | Blues de Saint-Louis            | 3-3              | 11-35-6          | 28               |
| 07-févr.-76      |                  | Capitals de Washington          | 5-1              | 12-35-6          | 30               |
| 12-févr.-76      |                  | Islanders de New York           | 2-2              | 12-35-7          | 31               |
| 14-févr.-76      |                  | Black Hawks de Chicago          | 4-5              | 12-36-7          | 31               |
| 15-févr.-76      |                  | @ Rangers de New York           | 1-5              | 12-37-7          | 31               |
| 17-févr.-76      |                  | @ Penguins de Pittsburgh        | 1-6              | 12-38-7          | 31               |
| 18-févr.-76      |                  | Bruins de Boston                | 3-3              | 12-38-8          | 32               |
| 20-févr.-76      |                  | Flames d'Atlanta                | 1-3              | 12-39-8          | 32               |
| 22-févr.-76      |                  | North Stars du Minnesota        | 3-6              | 12-40-8          | 32               |
| 25-févr.-76      |                  | Canadiens de Montréal           | 1-3              | 12-41-8          | 32               |
| 26-févr.-76      |                  | @ Islanders de New York         | 2-2              | 12-41-9          | 33               |
| 28-févr.-76      |                  | Sabres de Buffalo               | 4-4              | 12-41-10         | 34               |
| 04-mars-76       |                  | Flyers de Philadelphie          | 1-6              | 12-42-10         | 34               |
| 06-mars-76       |                  | Canucks de Vancouver            | 3-5              | 12-43-10         | 34               |
| 07-mars-76       |                  | @ Flyers de Philadelphie        | 1-4              | 12-44-10         | 34               |
| 10-mars-76       |                  | @ Canucks de Vancouver          | 1-3              | 12-45-10         | 34               |
| 13-mars-76       |                  | @ Blues de Saint-Louis          | 3-5              | 12-46-10         | 34               |
| 16-mars-76       |                  | Black Hawks de Chicago          | 3-6              | 12-47-10         | 34               |
| 18-mars-76       |                  | Bruins de Boston                | 2-5              | 12-48-10         | 34               |
| 20-mars-76       |                  | Golden Seals de la Californie   | 2-2              | 12-48-11         | 35               |
| 21-mars-76       |                  | @ Sabres de Buffalo             | 1-3              | 12-49-11         | 35               |
| 23-mars-76       |                  | @ Capitals de Washington        | 5-5              | 12-49-12         | 36               |
| 24-mars-76       |                  | North Stars du Minnesota        | 1-4              | 12-50-12         | 36               |
| 27-mars-76       |                  | @ Canadiens de Montréal         | 2-8              | 12-51-12         | 36               |
| 28-mars-76       |                  | @ Rangers de New York           | 2-4              | 12-52-12         | 36               |
| 30-mars-76       |                  | Kings de Los Angeles            | 6-8              | 12-53-12         | 36               |
| 31-mars-76       |                  | @ Black Hawks de Chicago        | 3-6              | 12-54-12         | 36               |
| 03-avr.-76       |                  | @ Kings de Los Angeles          | 1-5              | 12-55-12         | 36               |
| 04-avr.-76       |                  | @ Canucks de Vancouver          | 2-5              | 12-56-12         | 36               |

### Saisons après saisons
| 1 | 1974-1975 | 80 | 15 | 54 | 11 | 41 | 184 | 328 | 744 | Cinquièmes sur cinq dans la division Smythe Neuvièmes sur neuf dans la conférence Clarence Campbell Dix-septièmes sur dix-huit dans la LNH | Non qualifiés |
| 2 | 1975-1976 | 80 | 12 | 56 | 12 | 36 | 190 | 351 | 984 | Cinquièmes sur cinq dans la division Smythe Neuvièmes sur neuf dans la conférence Clarence Campbell Dix-septièmes sur dix-huit dans la LNH | Non qualifiés |

## Personnalités de la franchise

### Joueurs
Cinquante joueurs ont porté les couleurs des Scouts alors que Simon Nolet en est le premier capitaine au cours de la première saison jouée puis lors de la deuxième jusqu'à son départ en janvier 1976. Il est remplacé par la suite par Guy Charron. Avec cent-cinquante-six parties disputées, Gary Croteau est le joueur le plus utilisé par l'équipe au cours des deux saisons alors Wilf Paiement est le meilleur buteur, quarante-sept réalisations et Charron le meilleur passeur et pointeur – soixante-treize passes et cent-treize points.
| Nom                   | Nat                    | Pos | PJ  | B  | A  | Pts | Pun | Saisons jouées     | Remarque(s) |
| --------------------- | ---------------------- | --- | --- | -- | -- | --- | --- | ------------------ | --- |
| Chuck Arnason         | Drapeau du Canada      | AD  | 39  | 14 | 10 | 24  | 21  | 1975-76            | Arrive des Penguins de Pittsburgh en janvier 1976                                                                              |
| Mike Baumgartner (en) | Drapeau du Canada      | D   | 17  | 0  | 0  | 0   | 0   | 1974-75            | Première et unique saison dans la LNH                                                                                          |
| Gary Bergman          | Drapeau du Canada      | D   | 75  | 5  | 33 | 38  | 82  | 1975-76            | Dernière saison dans la LNH |
| Mike Boland (en)      | Drapeau du Canada      | D   | 1   | 0  | 0  | 0   | 0   | 1974-75            | |
| Henry Boucha          | Drapeau des États-Unis | C   | 28  | 4  | 7  | 11  | 14  | 1975-76            | |
| Doug Buhr (en)        | Drapeau du Canada      | AG  | 6   | 0  | 2  | 2   | 4   | 1974-75            | Première et unique saison dans la LNH                                                                                          |
| Glen Burdon (en)      | Drapeau du Canada      | D   | 11  | 0  | 2  | 2   | 0   | 1974-75            | Première et unique saison dans la LNH                                                                                          |
| Robin Burns (en)      | Drapeau du Canada      | AG  | 149 | 31 | 33 | 64  | 107 | 1974-75 et 1975-76 | |
| Don Cairns (en)       | Drapeau des États-Unis | AG  | 7   | 0  | 0  | 0   | 0   | 1975-76            | |
| Guy Charron           | Drapeau du Canada      | C   | 129 | 40 | 73 | 113 | 33  | 1974-75 et 1975-76 | Arrive des Red Wings de Détroit en décembre 1974 · Capitaine de l'équipe pour la fin de saison 1975-76                         |
| Gary Coalter (en)     | Drapeau du Canada      | C   | 30  | 2  | 4  | 6   | 2   | 1974-75            | |
| Bart Crashley (en)    | Drapeau du Canada      | D   | 27  | 3  | 6  | 9   | 10  | 1974-75            | Départ pour les Red Wings de Détroit en décembre 1974                                                                          |
| Gary Croteau          | Drapeau du Canada      | AG  | 156 | 27 | 25 | 52  | 28  | 1974-75 et 1975-76 | |
| Butch Deadmarsh (en)  | Drapeau du Canada      | AG  | 20  | 3  | 2  | 5   | 19  | 1974-75            | |
| Normand Dubé          | Drapeau du Canada      | AG  | 57  | 8  | 10 | 18  | 54  | 1974-75 et 1975-76 | |
| Denis Dupéré (en)     | Drapeau du Canada      | AG  | 43  | 6  | 8  | 14  | 16  | 1975-76            | |
| Steve Durbano         | Drapeau du Canada      | D   | 37  | 1  | 11 | 12  | 209 | 1975-76            | Arrive des Penguins de Pittsburgh en janvier 1976                                                                              |
| Chris Evans (en)      | Drapeau du Canada      | D   | 2   | 0  | 2  | 2   | 2   | 1974-75            | Départ pour les Blues de Saint-Louis en octobre 1974                                                                           |
| Germain Gagnon (en)   | Drapeau du Canada      | AG  | 31  | 1  | 9  | 10  | 6   | 1975-76            | Récupéré des Black Hawks de Chicago en octobre 1975 · Dernière saison dans sa carrière                                         |
| Ed Gilbert (en)       | Drapeau du Canada      | C   | 121 | 20 | 30 | 50  | 22  | 1974-75 et 1975-76 | Départ pour les Penguins de Pittsburgh en janvier 1976                                                                         |
| Larry Giroux (en)     | Drapeau du Canada      | D   | 21  | 0  | 6  | 6   | 24  | 1974-75            | Arrive des Blues de Saint-Louis en octobre 1974 · Départ pour les Red Wings de Détroit en décembre 1974                        |
| Fred Harvey           | Drapeau du Canada      | AD  | 39  | 5  | 12 | 17  | 6   | 1975-76            | Arrive des Flames d'Atlanta en octobre 1975 · Départ vers les Red Wings de Détroit en janvier 1975                             |
| Hugh Harvey (en)      | Drapeau du Canada      | AG  | 18  | 1  | 1  | 2   | 4   | 1974-75 et 1975-76 | 1974-75, première saison dans la LNH 1975-76, dernière saison de sa carrière                                                   |
| Denis Herron          | Drapeau du Canada      | G   | 86  | 0  | 1  | 1   | 18  | 1974-75 et 1975-76 | Arrive des Penguins de Pittsburgh en janvier 1975                                                                              |
| Doug Horbul (en)      | Drapeau du Canada      | AG  | 4   | 1  | 0  | 1   | 2   | 1974-75            | Première et unique saison dans la LNH                                                                                          |
| Claude Houde          | Drapeau du Canada      | D   | 59  | 3  | 6  | 9   | 40  | 1974-75 et 1975-76 | Arrive des Red Wings de Détroit en décembre 1974 · 1974-75, première saison dans la LNH · 1975-76, dernière saison dans la LNH |
| Dave Hudson (en)      | Drapeau du Canada      | C   | 144 | 20 | 52 | 72  | 39  | 1974-75 et 1975-76 | |
| Brent Hughes (en)     | Drapeau des États-Unis | D   | 66  | 1  | 18 | 19  | 43  | 1974-75            | Dernière saison dans la LNH |
| Larry Johnston        | Drapeau du Canada      | D   | 86  | 2  | 17 | 19  | 122 | 1974-75 et 1975-76 | |
| Jean-Guy Lagace (en)  | Drapeau du Canada      | D   | 88  | 5  | 19 | 24  | 130 | 1974-75 et 1975-76 | Arrive des Penguins de Pittsburgh en janvier 1975 · Dernières saisons dans la LNH                                              |
| Bryan Lefley (en)     | Drapeau du Canada      | D   | 29  | 0  | 3  | 3   | 6   | 1974-75            | |
| Hank Lehvonen (en)    | Drapeau du Canada      | D   | 4   | 0  | 0  | 0   | 0   | 1974-75            | Première et unique saison dans la LNH                                                                                          |
| Roger Lemelin (en)    | Drapeau du Canada      | D   | 19  | 0  | 1  | 1   | 6   | 1974-75 et 1975-76 | Premières saisons dans la LNH                                                                                                  |
| Richard Lemieux (en)  | Drapeau du Canada      | C   | 81  | 10 | 20 | 30  | 64  | 1974-75 et 1975-76 | Départ vers les Flames d'Atlanta en octobre 1975                                                                               |
| Terry McDonald (en)   | Drapeau du Canada      | D   | 8   | 0  | 1  | 1   | 6   | 1975-76            | Première et unique saison dans la LNH                                                                                          |
| Peter McDuffe (en)    | Drapeau du Canada      | G   | 36  | 0  | 1  | 1   | 0   | 1974-75            | |
| Jim McElmury          | Drapeau des États-Unis | D   | 116 | 7  | 23 | 30  | 31  | 1974-75 et 1975-76 | |
| Bill McKenzie         | Drapeau du Canada      | G   | 22  | 0  | 1  | 1   | 4   | 1975-76            | |
| Ken Murray (en)       | Drapeau du Canada      | D   | 31  | 0  | 4  | 4   | 38  | 1974-75 et 1975-76 | Dernières saisons dans la LNH                                                                                                  |
| Simon Nolet           | Drapeau du Canada      | AD  | 113 | 36 | 47 | 83  | 46  | 1974-75 et 1975-76 | Capitaine de l'équipe · Départ pour les Penguins de Pittsburgh en janvier 1976                                                 |
| Bill Oleschuk (en)    | Drapeau du Canada      | G   | 1   | 0  | 0  | 0   | 0   | 1975-76            | Première saison dans la LNH |
| Wilf Paiement         | Drapeau du Canada      | AD  | 135 | 47 | 35 | 82  | 222 | 1974-75 et 1975-76 | Première saison dans la LNH |
| Craig Patrick         | Drapeau du Canada      | C   | 80  | 17 | 18 | 35  | 14  | 1975-76            | |
| Dennis Patterson      | Drapeau du Canada      | D   | 135 | 6  | 21 | 27  | 67  | 1974-75 et 1975-76 | Premières saisons dans la LNH                                                                                                  |
| Michel Plasse         | Drapeau du Canada      | G   | 24  | 0  | 1  | 1   | 18  | 1974-75            | Départ vers les Penguins de Pittsburgh en janvier 1975                                                                         |
| Lynn Powis (en)       | Drapeau du Canada      | C   | 73  | 11 | 20 | 31  | 19  | 1974-75            | Dernière saison dans la LNH |
| Phil Roberto (en)     | Drapeau du Canada      | AD  | 37  | 7  | 15 | 22  | 42  | 1975-76            | Arrive des Red Wings de Détroit en janvier 1975                                                                                |
| Randy Rota (en)       | Drapeau du Canada      | AG  | 151 | 27 | 32 | 59  | 44  | 1974-75 et 1975-76 | |
| Ted Snell (en)        | Drapeau du Canada      | AD  | 29  | 3  | 2  | 5   | 8   | 1974-75            | Départ pour les Red Wings de Détroit en décembre 1974                                                                          |
| John Wright           | Drapeau du Canada      | C   | 4   | 0  | 0  | 0   | 2   | 1974-75            | Dernière saison dans la LNH |

### Choix de première ronde
Comme pour tous les repêchages de la LNH, l'ordre du classement de la saison précédente est mis en place pour décider quelle équipe peut choisir en première. Étant donné que deux nouvelles franchises rejoignent le circuit, ce sont elles qui peuvent choisir aux deux premiers rangs. Les Scouts reçoivent le premier choix du repêchage d'expansion, les Capitals ont donc le premier choix pour le repêchage amateur 1974. Alors que Washington récupère Greg Joly, les Scouts signent un joueur des Black Hawks de St.-Catharines  de l'Associtation de hockey de l'Ontario : Wilf Paiement. Il jouera par la suite pendant ses deux premières saisons avec l'équipe de Kansas-City puis la suivra dans le Colorado. Il signera plusieurs autres saisons avec d'autres équipes de la LNH et sera finalement le dernier joueur des Scouts à prendre sa retraite après une ultime saison avec les Penguins de Pittsburgh en 1988.
Au cours du repêchage de 1975, Barry Dean est également sélectionné en deuxième choix après Mel Bridgman par les Flyers de Philadelphie. Dean est la même année choisi lors du repêchage de l'Association mondiale de hockey par les Oilers d'Edmonton. Dean ne jouera finalement pas un seul match sous les couleurs des Rockies, préférant passer la 1975-1976 dans l'AMH. Il rejoint tout de même les rangs de la LNH la saison suivante en signant avec les Rockies. Il prend sa retraite en 1982.

### Entraîneurs-chefs
L'équipe connaît trois entraîneurs différents lors de son existence. Bep Guidolin est l'entraîneur de la première saison, mais au cours de la seconde campagne de la franchise, deux différents entraîneurs se succèdent derrière le banc. Guidolin quitte ses fonctions en janvier 1976 et le temps que Sid Abel trouve une solution, ce dernier occupe le poste pendant trois matchs. Pour trois défaites. Finalement, Eddie Bush est nommé pour les trente-deux dernières rencontres de la saison,.
| No | Nom             | Premier match   | Dernier match   | Saison régulière | Saison régulière | Saison régulière | Saison régulière | Saison régulière | Saison régulière | Séries éliminatoires | Séries éliminatoires | Séries éliminatoires | Séries éliminatoires | Remarques |
| No | Nom             | Premier match   | Dernier match   | PJ               | V                | D                | N                | P                | % V              | PJ                   | V                    | D                    | % V                  | Remarques |
| -- | --------------- | --------------- | --------------- | ---------------- | ---------------- | ---------------- | ---------------- | ---------------- | ---------------- | -------------------- | -------------------- | -------------------- | -------------------- | --------- |
| 1  | Armand Guidolin | 9 octobre 1974  | 17 janvier 1976 | 125              | 26               | 84               | 15               | 67               | 26,8             | -                    | -                    | -                    | -                    |           |
| 2  | Sid Abel        | 21 janvier 1976 | 25 janvier 1976 | 3                | 0                | 3                | 0                | 0                | 0,0              | -                    | -                    | -                    | -                    |           |
| 3  | Eddie Bush      | 28 janvier 1976 | 4 avril 1976    | 32               | 1                | 23               | 8                | 10               | 15,6             | -                    | -                    | -                    | -                    |           |

### Directeur général
Pendant les deux seules saisons passées par les Scouts dans le Kansas, son directeur général est Sid Abel. Au déménagement de la franchise dans le Colorado, celui-ci est toutefois remplacé par Ray Miron.